# Rinawa pula
Rinawa pula är en spindelart som beskrevs av Forster 1970. Rinawa pula ingår i släktet Rinawa och familjen panflöjtsspindlar. Inga underarter finns listade i Catalogue of Life.